# Wiktor Georgijewitsch Buschujew

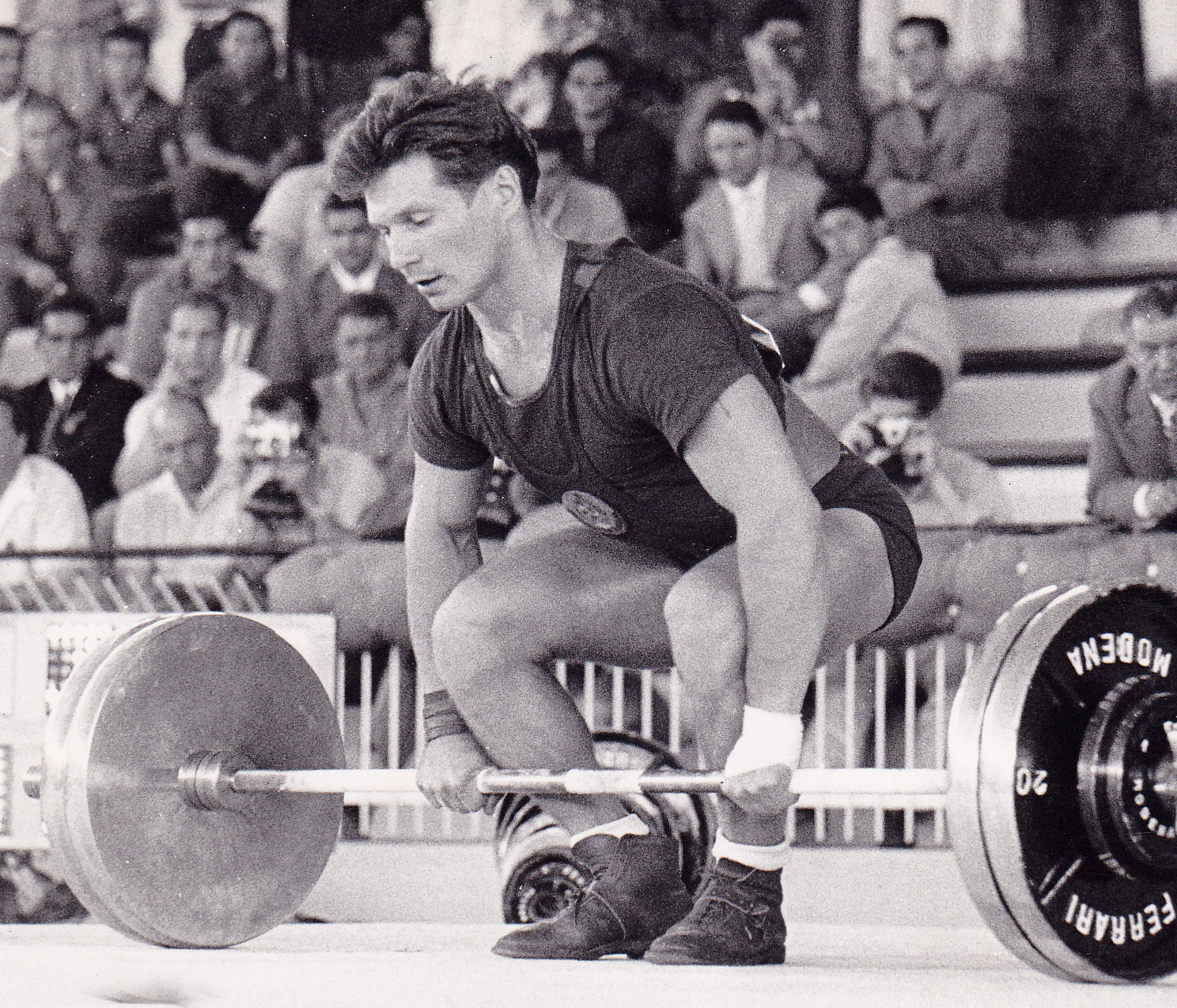
Wiktor Buschujew (1960)

Wiktor Georgijewitsch Buschujew (russisch Виктор Георгиевич Бушуев; * 18. Mai 1933 in Balachna, Oblast Gorki; † 25. April 2003 in Nischni Nowgorod) war ein sowjetischer Gewichtheber.

## Werdegang
Wiktor Buschujew stammte aus Gorki an der Wolga und betrieb als Junge verschiedene Sportarten, bis er sich für das Gewichtheben entschied. Der gelernte Monteur begann bei regionalen Meisterschaften im Federgewicht zu starten und wuchs dann in das Leichtgewicht (bis 67,5 kg Körpergewicht) hinein. 1956 machte er erstmals auf sich aufmerksam, als er bei den Meisterschaften der RSFSR im Leichtgewicht mit 355 kg den dritten Platz hinter dem ehemaligen Weltmeister Nikolai Saksonow und Fedor Nikitin belegte. Bereits ein Jahr später wurde er bei der Weltmeisterschaft in Teheran eingesetzt und gewann auf Anhieb den Weltmeistertitel im Leichtgewicht. Höhepunkt seiner Laufbahn wurde der Olympiasieg 1960 in Rom, wiederum im Leichtgewicht. Wiktor Buschujew war ein sehr ausgeglichener und zuverlässiger Gewichtheber, der in keiner der drei Einzeldisziplinen Drücken, Reißen und Stoßen einen Weltrekord aufstellen konnte, aber deren fünf im olympischen Dreikampf.
Nach Beendigung seiner aktiven Laufbahn arbeitete er als Trainer.

## Internationale Erfolge
(OS = Olympische Spiele, WM = Weltmeisterschaft, EM = Europameisterschaft, Le = Leichtgewicht)
- 1957, 1. Platz, Grand Prix von Moskau, Le, mit 385 kg, vor Huan Tschan-Ju, Volksrepublik China, 367,5 kg und Iwan Abadschiew, Bulgarien, 355 kg;
- 1957, 1. Platz, WM in Teheran, Le, mit 380 kg, vor Abadschiew, 372,5 kg und Jan Czepułkowski, Polen, 365 kg;
- 1958, 2. Platz, Grand Prix von Moskau, Le, mit 382,5 kg, hinter Huan Tschan-Ju, 382,5 kg u vor Nikolai Kostylew, UdSSR, 370 kg;
- 1958, 1. Platz, WM + EM in Stockholm, Le, mit 390 kg, vor Luciano de Genova, Italien, 362,5 kg und Tamraz, Iran, 357,5 kg;
- 1959, 1. Platz, WM + EM in Warschau, Le, mit 385 kg, vor Akop Faradschian, UdSSR, 370 kg und Abdulwahid Aziz, Irak, 362,5 kg;
- 1960, Goldmedaille, OS in Rom, Le, mit 397,5 kg, vor Tan Howe Liang, Singapur, 380 kg und Aziz, 380 kg;
- 1963, 3. Platz, Gran Prix von Moskau, Le, mit 392,5 kg, hinter Sergei Lopatin, UdSSR, 417,5 kg und Wladimir Kaplunow, UdSSR, 395 kg.

## UdSSR-Meisterschaften
- 1957, 2. Platz, Le, mit 380 kg, hinter Rafael Schabutinow, 380 kg und vor Goldstein, 377,5 kg;
- 1958, 1. Platz, Le, mit 387,5 kg, vor Kostylew, 380 kg und Mustafa Jagly-Ogly, 377,5 kg;
- 1959, 3. Platz, Le, mit 380 kg, hinter Akop Faradschian, 382,5 kg und Anatoli Schgun, 380 kg;
- 1960, 1. Platz, Le, mit 397,5 kg, vor Sergei Lopatin, 395 kg und Jagly-Ogly, 390 kg;
- 1961, 3. Platz, Le, mit 395 kg, hinter Lopatin, 405 kg und Wladimir Kaplunow, 405 kg;
- 1962, 2. Platz, Le, mit 400 kg, hinter Kaplunow, 410 kg und vor Majasin, 382,5 kg;
- 1963, 2. Platz, Le, mit 400 kg;
- 1964, 3. Platz, Le, mit 405 kg.

## Weltrekorde
(alle im Leichtgewicht aufgestellt)
im olympischen Dreikampf:
- 385 kg, 1957,
- 387,5 kg, 1958,
- 390 kg, 1958,
- 392,5 kg, 1958,
- 397,5 kg, 1960.